# Nhóm ngôn ngữ Lưu Cầu

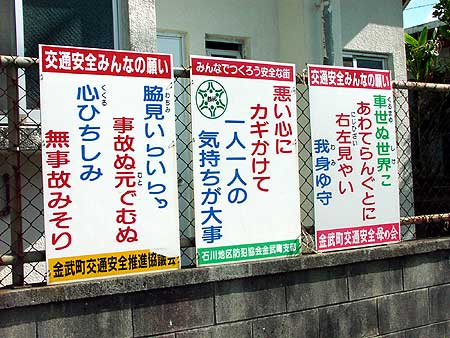
Khẩu hiệu an toàn giao thông ở Kin, Okinawa, viết bằng tiếng Nhật (giữa) và tiếng Okinawa (trái và phải).

Nhóm ngôn ngữ Lưu Cầu (琉球語派 Ryūkyū-goha, còn được gọi là 琉球諸語 Ryūkyū-shogo hay しまくとぅば Shima kutuba) là những ngôn ngữ bản địa ở quần đảo Lưu Cầu, phần viễn nam của quần đảo Nhật Bản. Cùng với tiếng Nhật, chúng tạo nên ngữ hệ Nhật Bản. Dù các ngôn ngữ Lưu Cầu thường bị xem là phương ngữ tiếng Nhật ở Nhật Bản, chúng không thông hiểu với tiếng Nhật hay cả với lẫn nhau. Không rõ số người nói các ngôn ngữ này là bao nhiêu, nhưng sự chuyển ngôn ngữ sang tiếng Nhật tiêu chuẩn hay tiếng Nhật Okinawa đã và đang khiến những ngôn ngữ này bị đe dọa; UNESCO xác định bốn ngôn ngữ Lưu Cầu là "chắc chắn bị đe dọa", và hai ngôn ngữ khác "bị đe dọa nghiêm trọng".

## Tổng quan
Về mặt ngữ âm, các ngôn ngữ Lưu Cầu có vài đặc điểm khác biệt. Các ngôn ngữ Nam Lưu Cầu có một số phụ âm âm tiết hóa, gồm các âm xát âm tiết hóa vô thanh (ví dụ, tiếng Miyako Ōgami /kss/ [ksː] 'vú'). Các phụ âm thanh hầu khá thường gặp (ví dụ, tiếng Amami Yuwan /ʔma/ [ˀma] "ngựa"). Tiếng Miyako Ikema có một âm mũi vô thanh (/n̥/). Nhiều ngôn ngữ Lưu Cầu có pitch accent, giống đa phần phương ngữ tiếng Nhật.
Những ngôn ngữ Lưu Cầu thường có cấu trúc chủ-tân-động, từ bổ nghĩa đứng trước (modifier-head) và là ngôn ngữ danh cách-đối cách (nominative-accusative). Tính từ thường là hình vị ràng buộc, chỉ xuất hiện hoặc trong danh từ ghép hoặc phải được động từ hóa.

## Phân loại
Nhóm ngôn ngữ Lưu Cầu thuộc ngữ hệ Nhật Bản, có quan hệ với tiếng Nhật. Các ngôn ngữ Lưu Cầu không thông hiểu với tiếng Nhật-thực ra, chúng chẳng thông hiểu cả với lẫn nhau-và do đó nên được xem là các ngôn ngữ riêng rẽ. Tuy vậy, vì lý do chính trị-xã hội và tư tưởng, chúng thường bị xem là các phương ngữ tiếng Nhật. Từ thập niên 1890, chính phủ Nhật Bản bắt đầu chèn ép các ngôn ngữ Lưu Cầu như một phần của chính sách đồng hóa người dân quần đảo. Từ đầu Chiến tranh thế giới thứ hai, đa số người Nhật trên các đảo chính đã xem các ngôn ngữ Lưu Cầu như phương ngữ hay nhóm phương ngữ của tiếng Nhật. Trong Thế chiến, có những nỗ lực để đẩy cao nhận thức của người dân về bản thân, không chỉ ở cụm đảo Lưu Cầu, mà còn ở Triều Tiên, Palau và một số nơi khác, những nơi mà ngôn ngữ địa phương bị nhìn nhận là "phương ngữ" tiếng Nhật.
Tiếng Okinawa chỉ tương tự về từ vựng dưới 71% với tiếng Nhật lấy phương ngữ Tokyo làm tiêu chuẩn. Thậm chí hệ thống từ vựng của phương ngữ tiếng Nhật cực nam (phương ngữ Kagoshima) cũng chỉ tương tự 72% với ngôn ngữ Lưu Cầu cực bắc (tiếng Amami). Nhìn theo hướng khác, phương ngữ Kagoshima cũng chỉ tương đồng 80% về từ vựng với tiếng Nhật tiêu chuẩn. Nhóm ngôn ngữ Lưu Cầu, theo cách dè dặt nhất, có thể được chia ra làm sáu ngôn ngữ, và trong đó nhiều phương ngữ cũng có thể được tách làm ngôn ngữ riêng.
Một giả thuyết được các nhà ngôn ngữ chấp nhận rộng rãi là nhóm Lưu Cầu bao gồm hai phân nhóm, Bắc Lưu Cầu (Amami–Okinawa) và Nam Lưu Cầu (Miyako–Yaeyama). Nhiều người nói tiếng Amami, Miyako, Yaeyama và Yonaguni cũng quen thuộc với tiếng Okinawa vì đây là ngôn ngữ đông người nói nhất và một thời từng là ngôn ngữ uy tín trong vùng. Người nói tiếng Yonaguni thường biết tiếng Yaeyama vì sự gần gũi địa lý. Do Amami, Miyako, Yaeyama, và Yonaguni ít được đô thị hóa hơn đảo chính Okinawa, ngôn ngữ của họ chưa suy sụp nhanh như tiếng Okinawa, và chúng vẫn là ngôn ngữ thứ nhất của một bộ phận trẻ em. Ở đảo Okinawa, một dạng tiếng Nhật gọi là tiếng Nhật Okinawa (ウチナーヤマトゥグチ Uchinaa Yamatuguchi) đã hình thành.
| Ngôn ngữ    | Tên địa phương                                              | Phân bố địa lý                                            | Phương ngữ tiêu chuẩn              | ISO 639-3 |
| ----------- | ----------------------------------------------------------- | --------------------------------------------------------- | ---------------------------------- | --------- |
| Kikai       | Shimayumita (しまゆみた)                                    | Kikaijima                                                 | Không có                           | kzg       |
| Amami       | Shimayumuta (島口/シマユムタ)                               | Amami Ōshima, và các đảo nhỏ xung quanh                   | Naze                               | ams, ryn  |
| Tokunoshima | Shimayumiita (シマユミィタ)                                 | Tokunoshima                                               | Tokunoshima                        | tkn       |
| Okinoerabu  | Shimamuni (島ムニ)                                          | Okinoerabujima                                            | Không có                           | okn       |
| Yoron       | Yunnu Futuba (ユンヌフトゥバ)                               | Yoronjima                                                 | Yoron                              | yox       |
| Kunigami    | Yanbaru Kutuuba (山原言葉/ヤンバルクトゥーバ)               | Bắc đảo Okinawa (vùng Yanbaru), và các đảo nhỏ xung quanh | Cộng đồng lớn nhất ở Nago          | xug       |
| Okinawa     | Uchinaaguchi (沖縄口/ウチナーグチ)                          | Trung và Nam đảo Okinawa, và các đảo nhỏ xung quanh       | Truyền thống là Shuri, nay là Naha | ryu       |
| Miyako      | Myaakufutsu (宮古口/ミャークフツ) Sumafutsu (島口/スマフツ) | Quần đảo Miyako                                           | Hirara                             | mvi       |
| Yaeyama     | Yaimamuni (八重山物言/ヤイマムニ)                           | Quần đảo Yaeyama (trừ Yonaguni)                           | Ishigaki                           | rys       |
| Yonaguni    | Dunan Munui (与那国物言/ドゥナンムヌイ)                     | Yonaguni                                                  | Yonaguni                           | yoi       |

Mỗi ngôn ngữ Lưu Cầu đều chẳng thể thông hiểu với các ngôn ngữ khác. Có sự đa dạng lớn giữa chúng. Ví dụ, tiếng Yonaguni chỉ có ba nguyên âm, và có những dạng tiếng Amami có đến bảy (chưa tính sự phân biệt về độ dài nguyên âm). Bản dưới cho thấy các từ "cảm ơn" và "chào mừng/hoan nghênh" trong các ngôn ngữ Lưu Cầu cũng như tiếng Nhật tiêu chuẩn.
| Ngôn ngữ                    | Cảm ơn                               | Hoan nghênh           |
| --------------------------- | ------------------------------------ | --------------------- |
| Tiếng Nhật tiêu chuẩn       | Arigatō                              | Yōkoso                |
| Tiếng Amami                 | Arigatesama ryoota Arigassama ryoota | Imoore                |
| Tiếng Kunigami (Okinoerabu) | Mihediro                             | Ugamiyabura Menshoori |
| Tiếng Okinawa               | Nifeedeebiru                         | Mensoore              |
| Tiếng Miyako                | Tandigaatandi Maifuka                | Nmyaachi              |
| Tiếng Yaeyama               | Miifaiyuu Fukoorasaan                | Ooritoori             |
| Tiếng Yonaguni              | Fugarasa                             | Waari                 |

Biển "Hoan nghênh" viết bằng các ngôn ngữ Lưu Cầu
- Imoore (いもーれ), tiếng AmamiImoore (いもーれ), tiếng Amami
- Menshoori (めんしょーり), tiếng Kunigami (Okinoerabu)
- Mensoore (めんそーれ), tiếng Okinawa
- Nmyaachi (んみゃーち), tiếng Miyako
- Ooritoori (おーりとーり), tiếng Yaeyama
- Waari (ワーリ), tiếng Yonaguni

## Tình trạng

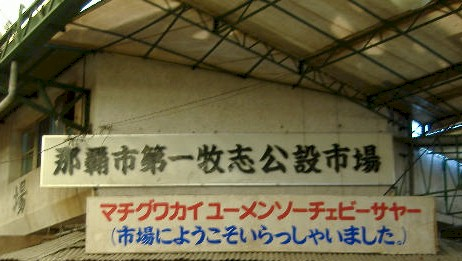
Biển báo ở Naha, viết bằng tiếng Okinawa (đỏ) và tiếng Nhật (xanh).

Không có thống kê chính xác về số người nói các ngôn ngữ Lưu Cầu. Tính đến năm 2005, dân số của quần đảo Lưu Cầu là chừng 1.452.288 người, nhưng số người nói thành thạo hầu như chỉ nằm ở nhóm người lớn tuổi, thường từ 50 trở lên.
Ngày nay, việc trẻ con lớn lên với các ngôn ngữ Lưu Cầu ngày càng ít, và thường chỉ gặp ở trường hợp trẻ sống với ông bà. Các ngôn ngữ này vẫn xuất hiện trong các hoạt động văn hóa truyền thống, như nhạc cổ truyền, Kumi Odori (một điệu nhảy), thơ và kịch dân gian. Có một chương trình phát thanh tin tức bằng phương ngữ Naha của tiếng Okinawa từ năm 1960.
Trên đảo Okinawa, những người dưới 40 tuổi có ít hiểu biết về tiếng Okinawa. Một phương ngôn mới, mang đặc điểm của cả tiếng Nhật và tiếng Okinawa, đã hình thành, gọi là "tiếng Nhật Okinawa". Dù bị các nhà ngôn ngữ học và hoạt động ngôn ngữ bỏ qua, nó là ngôn ngữ chính của giới trẻ.
Tương tự, ngôn ngữ cho giao tiếp ngày nay ở Amami Ōshima không phải tiếng Amami truyền thống, mà là một dạng tiếng Nhật giọng Amami, gọi là トン普通語 (Ton Futsūgo, nghĩa đen là "tiếng phổ thông khoai tây [tức "quê mùa"]).

## Chữ viết

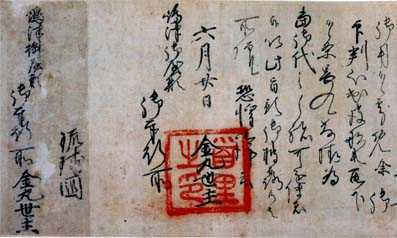
Một lá thư của Vua Shō En gửi cho oyakata Shimazu (1471).

Những văn bản Lưu Cầu cổ thường được khắc trên đá, ví dụ như Tamaudun-no-Hinomon (玉陵の碑文 "Bi văn Tamaudun") (1501). Ở Vương quốc Lưu Cầu, văn bản chính thức được viết bằng kanji và hiragana, bắt nguồn từ Nhật Bản. Tuy vậy, điều này trái với Nhật Bản đương thời, khi mà chữ Hán cổ điển được dùng cho văn kiện chính thức, còn hiragana chỉ dùng cho phi chính thức. Katakana rất ít khi được dùng.
Thường dân không biết kanji. Omoro Sōshi (1531–1623), một tuyển tập nhạc khúc Lưu Cầu, chủ yếu được viết bằng hiragana. Ngoài hiragana, họ cũng dùng Tô Châu mã tử (suuchuuma すうちゅうま trong tiếng Okinawa), bắt nguồn từ Trung Quốc. Tại Yonaguni, có một hệ chữ viết khác, là văn tự Kaidā (カイダー字 hay カイダーディー). Dưới ảnh hưởng của Nhật Bản, các kiểu chữ này đã đi vào quên lãng.
Ngày nay, do bị xem là "phương ngữ", các ngôn ngữ Lưu Cầu ít khi được viết ra. Khi được viết, các hệ chữ viết tiếng Nhật được dùng. Các ngôn ngữ này không có phép chính tả tiêu chuẩn.